# Trương Bảo Thuận
Trương Bảo Thuận (sinh tháng 2 năm 1950 ở Tần Hoàng Đảo, tỉnh Hà Bắc) là chính khách nước Cộng hòa Nhân dân Trung Hoa và cựu Bí thư Tỉnh ủy An Huy, ở Hoa Đông.

## Tiểu sử
Trương Bảo Thuận bắt đầu làm việc vào tháng 11 năm 1968 và đến tháng 4 năm 1971, ông gia nhập Đảng Cộng sản Trung Quốc. Ông phục vụ trong các vị trí công tác khác nhau ở Cục Quản lý Cảng vụ Tần Hoàng Đảo thuộc Bộ Giao thông trước khi tiến vào Ủy ban Trung ương Đoàn Thanh niên Cộng sản Trung Quốc (CYL) vào tháng 12 năm 1978. Tháng 12 năm 1982 đến tháng 11 năm 1985, Trương Bảo Thuận là Bí thư dự khuyết Ban Bí thư Trung ương Đoàn Thanh niên Cộng sản kiêm Trưởng ban Thanh niên Công nhân - Nông dân của CYL. Tháng 11 năm 1985, ông được bầu làm Bí thư Ban Bí thư Trung ương Đoàn Thanh niên Cộng sản, và chức vụ được xác nhận như hàm Thứ trưởng vào tháng 11 năm 1991. Từ tháng 8 năm 1982 đến tháng 6 năm 1987, ông theo học chuyên ngành lý luận chủ nghĩa Marx-Lenin, Học viện Hàm thụ tại Đại học Nhân dân Trung Quốc.
Tháng 11 năm 1991, ông trở thành Chủ tịch Hội Liên hiệp Thanh niên toàn quốc Trung Hoa kiêm Bí thư Ban Bí thư Trung ương Đoàn Thanh niên Cộng sản. Từ tháng 12 năm 1989 đến tháng 12 năm 1991, ông theo học tại chức chuyên ngành kế hoạch và quản lý kinh tế quốc dân, Học viện Quản lý Kinh tế tại Đại học Cát Lâm và đạt được học vị thạc sĩ kinh tế học.
Tháng 4 năm 1993, Trương Bảo Thuận trở thành Phó Xã trưởng Thông tấn xã Tân Hoa và thành viên Ban Cán sự Đảng Thông tấn xã Tân Hoa. Tháng 3 năm 1998, ông được bổ nhiệm làm Phó Bí thư Ban Cán sự Đảng kiêm Phó Xã trưởng Thông tấn xã Tân Hoa.
Tháng 9 năm 2001, ông được luân chuyển làm Phó Bí thư Tỉnh ủy Sơn Tây. Từ tháng 1 năm 2004, ông là Phó Tỉnh trưởng, quyền Tỉnh trưởng và sau đó chính thức được bầu giữ chức vụ Tỉnh trưởng Chính phủ Nhân dân tỉnh Sơn Tây. Tháng 7 năm 2005, ông được bổ nhiệm làm Bí thư Tỉnh ủy Sơn Tây, và được bầu kiêm nhiệm chức danh Chủ nhiệm Ủy ban Thường vụ Đại hội đại biểu nhân dân tỉnh Sơn Tây từ tháng 1 năm 2006.
Tháng 5 năm 2010, ông được bổ nhiệm làm Bí thư Tỉnh ủy An Huy. Tháng 6 năm 2010, ông được bầu kiêm nhiệm chức vụ Chủ nhiệm Ủy ban Thường vụ Đại hội đại biểu nhân dân tỉnh An Huy. Ngày 30 tháng 10 năm 2011, ông chính thức được bầu làm Bí thư Tỉnh ủy An Huy, tỉnh ở Hoa Đông tại hội nghị toàn thể lần thứ nhất của Tỉnh ủy An Huy khóa 9.
Trương Bảo Thuận là Ủy viên Ủy ban Kiểm tra Kỷ luật Trung ương Đảng Cộng sản Trung Quốc khóa 14 (1992 - 1997). Ông là Ủy viên dự khuyết Ủy ban Trung ương Đảng Cộng sản Trung Quốc khóa 16 (2002 - 2007), và là Ủy viên chính thức Ủy ban Trung ương Đảng Cộng sản khóa 17 (2007 - 2012) và khóa 18 (2012 - 2017).
Tháng 6 năm 2015, Trương Bảo Thuận nghỉ hưu trong tư cách là Bí thư Tỉnh ủy An Huy sau khi đạt đến tuổi 65, thường là tuổi về hưu của các quan chức cấp tỉnh.